# 阿尔弗雷德·费尔伯
阿尔弗雷德·费尔伯（法語：Alfred Felber，1886年9月19日—1967年4月10日），瑞士男子赛艇运动员。他曾代表瑞士参加1920年和1924年夏季奥林匹克运动会赛艇比赛，获得一枚金牌和一枚铜牌。